# Coupe du monde de BMX 2008
Navigation
2007 2009
La 6e édition de la coupe du monde de BMX a débuté le 9 février à Madrid et s'est terminée le 11 octobre 2008 à Fréjus. Elle comprend cinq manches pour les hommes et 3 manches pour les femmes.

## Hommes élites

### Résultats
| #  | Lieu           | Date            | Vainqueur       | Deuxième         | Troisième              | Leader du classement général |
| -- | -------------- | --------------- | --------------- | ---------------- | ---------------------- | ---------------------------- |
| 1. | Madrid         | 9 février       | Artūrs Matisons | Marc Willers     | Steven Cisar           | Artūrs Matisons              |
| 2. | Adélaïde       | 12-13 avril     | David Herman    | Māris Štrombergs | Kamakazi               | David Herman                 |
| 3. | Copenhague     | 10 mai          | Donny Robinson  | Jared Graves     | Māris Štrombergs       | Donny Robinson               |
| 4. | Salt Lake City | 12-13 septembre | Nicholas Long   | Mike Day         | Donny Robinson         | Donny Robinson               |
| 5. | Fréjus         | 10-11 octobre   | David Herman    | Donny Robinson   | Andrés Jiménez Caicedo | Donny Robinson               |

### Classement général
| Pos | Coureur                | Pts |
| --- | ---------------------- | --- |
| 1   | Donny Robinson         | 63  |
| 2   | David Herman           | 50  |
| 3   | Kyle Bennett           | 46  |
| 4   | Mike Day               | 33  |
| 5   | Māris Štrombergs       | 29  |
| 6   | Raymon van der Biezen  | 28  |
| 7   | Andrés Jiménez Caicedo | 26  |
| 8   | Robert de Wilde        | 25  |
| 9   | Jared Graves           | 24  |
| 10  | Steven Cisar           | 24  |

## Femmes élites

### Résultats
| #  | Lieu       | Date         | Vainqueur             | Deuxième              | Troisième              | Leader du classement général |
| -- | ---------- | ------------ | --------------------- | --------------------- | ---------------------- | ---------------------------- |
| 1. | Adélaïde   | 12-13 avril  | Sarah Walker          | Arielle Martin        | Samantha Cools         | Sarah Walker                 |
| 2. | Copenhague | 10 mai       | Shanaze Reade         | Laëtitia Le Corguillé | Anne-Caroline Chausson | Sarah Walker                 |
| 3. | Fréjus     | 9-10 octobre | Laëtitia Le Corguillé | Arielle Martin        | Amélie Despeaux        | Arielle Martin               |

### Classement général
| Pos | Coureuse              | Pts |
| --- | --------------------- | --- |
| 1   | Arielle Martin        | 42  |
| 2   | Laëtitia Le Corguillé | 31  |
| 3   | Sarah Walker          | 29  |
| 4   | Amélie Despeaux       | 23  |
| 5   | Romana Labounková     | 23  |
| 6   | Lieke Klaus           | 21  |
| 7   | Magalie Pottier       | 19  |
| 8   | Maria Gabriela Diaz   | 19  |
| 9   | Tanya Bailey          | 17  |
| 10  | Shanaze Reade         | 16  |